# Universidad de Texas en El Paso
La Universidad de Texas en El Paso (inglés: The University of Texas at El Paso) cuyas siglas institucionales son UTEP, es una universidad pública miembro del Sistema Universitario de Texas en los Estados Unidos. Se encuentra localizada en el margen norte del río Bravo o río Grande, en la ciudad de El Paso (Texas), y es la universidad con mayor población estudiantil mexicano-estadounidense de los Estados Unidos de América. Fue fundada en 1914 como la Escuela de Minas y Metalurgia del Estado de Tejas (The Texas State School of Mines and Metallurgy).  

## Historia
En 1913, el gobernador del estado de Texas, Oscar Branch Colquitt, firmó el decreto del senado 183 el cual creaba la Escuela de Minas y Metalurgia del Estado de Tejas (The Texas State School of Mines and Metallurgy) en la ciudad de El Paso. Oficialmente, la escuela abre sus puertas el 23 de septiembre de 1914, con una matrícula inicial de 27 estudiantes. La universidad habría de cambiar de nombre en los años siguientes al Departamento de Minas y Metalurgia de la Universidad de Tejas en 1919, y al de Colegio de Minas y Metalurgia de Tejas (Texas College of Mines and Metallurgy), o TCM, en 1920, nombre que mantendría hasta 1949 cuando cambia al de Colegio del Oeste de Tejas (Texas Western College), cuyas siglas eran TWC. El nombre final de Universidad de Tejas en El Paso lo habría de tomar en 1967.

## Oferta académica
La Universidad de Texas en El Paso se subdivide en varios colegios, los cuales ofrecen variados programas académicos:
- Colegio de Administración de Empresas
- Colegio de Artes Liberales
- Colegio de Ciencias
- Colegio de Ciencias de la Salud
- Colegio de Educación
- Colegio de Ingeniería

UTEP ofrece 81 carreras a nivel licenciatura, 70 a nivel maestría y 13 a nivel doctoral. Cuenta con el único programa de maestría en creación literaria bilingüe (inglés y español) en Estados Unidos. La universidad es segunda en gasto de investigación federal entre las instituciones académicas del Sistema de la Universidad de Tejas alcanzando los US$ 35 millones al año.

## Programa deportivo
La UTEP participa de las competiciones organizadas por la NCAA desde principios del siglo XX. En su haber se encuentran 21 campeonatos nacionales, en diferentes deportes, desde atletismo hasta baloncesto, donde ganó una única vez, pero histórica: el 19 de marzo de 1966, el entrenador Don Haskins hizo historia cuando su equipo de baloncesto masculino de la universidad que incluía cinco jugadores afroamericanos derrotaron el equipo favorito de los Gatos Salvajes (Wildcats), equipo únicamente de jugadores blancos entrenados por Adolph Rupp, de la Universidad de Kentucky en el Campeonato de Baloncesto Masculino de la NCAA en College Park (Maryland), Maryland. Este partido fue tema de la película "Camino a la Gloria" (Glory Road, 2006).